# Franz Ernst Brückmann
Franz Ernst Brückmann (Mariental, 27 settembre 1697 – Wolfenbüttel, 21 marzo 1753) è stato un medico, naturalista e mineralogista tedesco.

## Biografia
Dopo essersi qualificato come medico nel 1721, lavorò presso Braunschweig e successivamente a Wolfenbüttel (dal 1728). Nel 1747 venne nominato ispettore medico a Braunschweig.
Nel suo tempo si occupò di storia naturale, e in particolare di mineralogia e botanica. Sembra che Brückmann sia stato il primo a introdurre il termine "oolithus" per le rocce che assomigliano nella struttura le uova di pesce.

## Opere

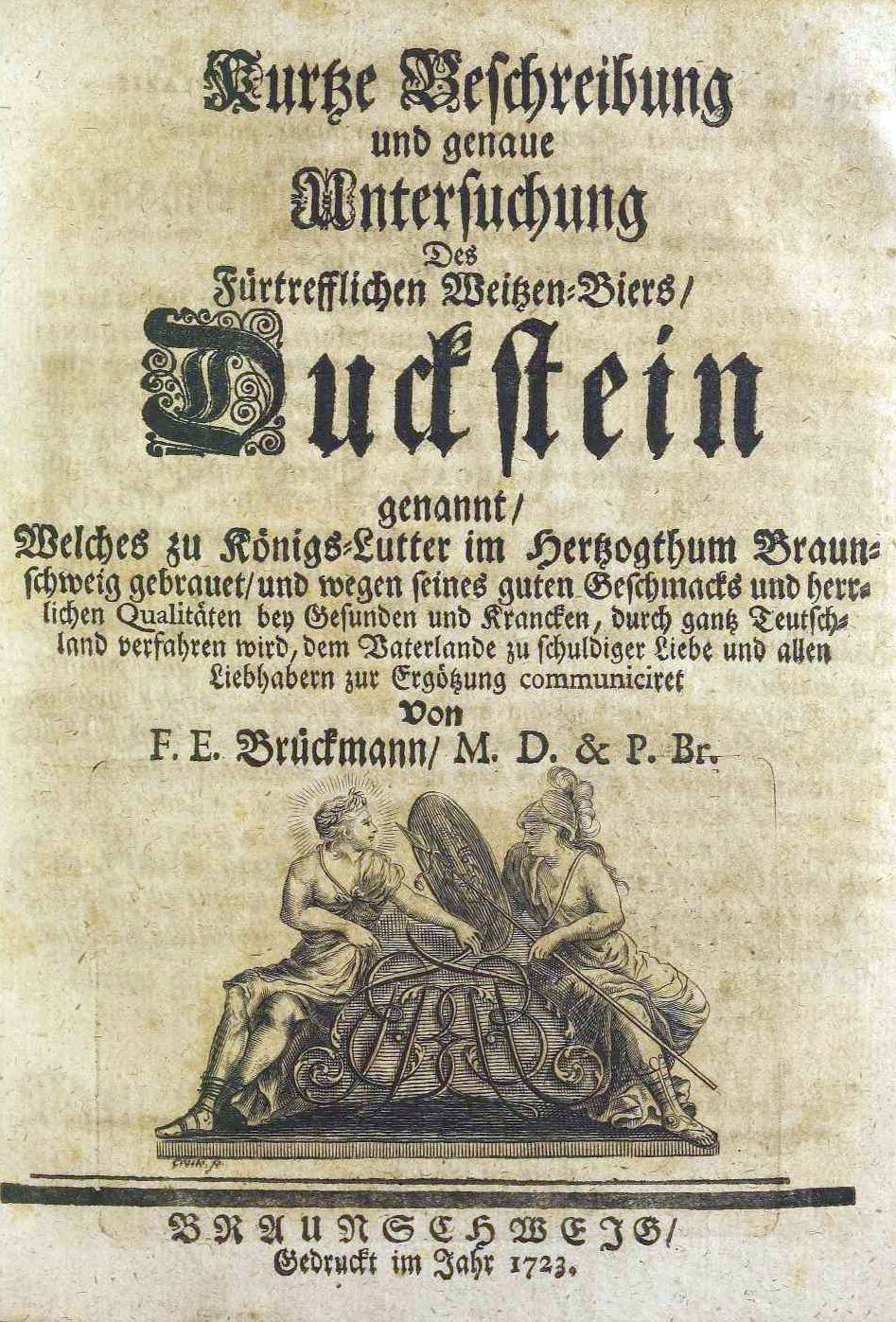
Kurtze Beschreibung und genaue Untersuchung des fürtrefflichen Weitzen-Biers Duckstein genannt, 1723

- (DE) Kurtze Beschreibung und genaue Untersuchung des fürtrefflichen Weitzen-Biers Duckstein genannt, Braunschweig, 1723.
- Magnalia Dei in locis subterraneis, Brunswick, 1727.[1]
- Historia naturalis curiosa lapidis, 1727.
- Thesaurus subterraneus Ducatus Brunsvigii, 1728.